# Marta Borkowska (duchowna)
Marta Borkowska (ur. 13 lipca 1974) – polska duchowna ewangelicko-reformowana, członek Prezydium Synodu Kościoła Ewangelicko-Reformowanego w RP.
Druga kobieta w historii Kościoła Ewangelicko-Reformowanego w Polsce, ordynowana na duchownego (pierwsza była Wiera Jelinek, którą ordynował 14 września 2003 ks. bp Marek Izdebski).

## Życiorys
Studiowała informatykę na Uniwersytecie Warszawskim. Tytuł magistra informatyki, uzyskała w styczniu 2000. W latach 2006–2009 studiowała teologię protestancką w Wyższym Baptystycznym Seminarium Teologicznym. Studia licencjackie ukończyła na podstawie pracy pt. „Działalność świeckich inicjatyw w Kościołach ewangelickich na przykładzie Forum Ewangelickiego”. 
W 2013 podjęła studia na kierunku teologia ewangelicka w Chrześcijańskiej Akademii Teologicznej w Warszawie, gdzie w 2017 uzyskała tytuł magistra teologii na podstawie pracy pt. „Analiza środków stylistycznych w Liście do Filipian. Porównanie argumentacji dotyczących spraw finansowych i teologicznych”.
W latach 2000–2013 pracowała jako programistka w portalu internetowym gazeta.pl prowadzonym przez Agorę SA. W latach 2014-2016 pracowała w Instytucie Podstawowych Problemów Techniki Polskiej Akademii Nauk. Następnie do września 2023 współpracowała z Asseco Poland SA w różnych projektach informatycznych.
W czerwcu 2003 wstąpiła do Kościoła Ewangelicko-Reformowanego w Polsce. Od 23 lipca 2017 była kaznodziejką świecką KER. Od października 2023 pracuje w Kościele Ewangelicko-Reformowanym w RP. 
16 grudnia 2023 została ordynowana na pastora przez ks. bp Semko Koroza w kościele ewangelicko-reformowanym w Zelowie. Asystentami podczas wprowadzenia w służbę byli ks. Michał Jabłoński, proboszcz Parafii Ewangelicko-Reformowanej w Warszawie oraz ks. Halina Radacz, proboszcz Parafii Ewangelicko-Augsburskiej w Żyrardowie. W trakcie ordynacji, władze Kościoła Ewangelicko-Augsburskiego w Polsce reprezentował radca rady synodalnej prof. Jerzy Sojka i administrator parafii w Zelowie ks. Wiesław Żydel.
24 maja 2025 została wybrana i wprowadzona w urząd członka Prezydium Synodu Kościoła Ewangelicko-Reformowanego w RP jako zastępca notariusza w kadencji 2025–2029.